# 油胺
油胺是一种有机化合物，化学式为C18H35NH2，是油酸（一种脂肪酸）的不饱和脂肪胺。纯的油胺是无色油状液体，但商品油胺一般含有少量其他脂肪胺而呈微黄色。

## 化学性质
油胺可以和羧酸进行放热反应生成羧酸盐，生成的羧酸盐分子可以进一步失水生成酰胺类化合物。

## 用途
商业上一般用作表面活性剂，或是表面活性剂的前驱体。  
在实验室中，油胺也可用于纳米粒子的合成。油胺既可作为反应中混合物的溶剂，也可作为配位剂以稳定纳米粒子的表面。油胺还可与金属离子形成配合物，改变金属前驱体的形貌，从而影响纳米粒子的合成动力学。

## 毒性
油胺对小鼠（腹腔注射）的半数致死量LD50为888 mg/kg，但要注意的是油胺在NFPA 704标准的健康危害等级中被列为3级，因此仍需谨慎使用。